# .dz
.dz (Tamazight: Dzayer) é o código TLD (ccTLD) na Internet para a Argélia.